# Milad Doueihi
Milad Doueihi és catedràtic en Cultura Digital a la Université Laval del Quebec. El seu primer llibre, Histoire perverse du coeur humain, li ha valgut el reconeixement com a prolífic investigador de la història de les religions. Ha fet derivar aquesta línia de recerca cap a un estudi humanístic de la qüestió digital amb publicacions com La grande Conversion numérique o Pour un humanisme numérique, on reivindica la necessitat d'abordar les noves tecnologies des de les humanitats. En paral·lel al treball com a docent i investigador, ha ocupat el càrrec de director d'estudis associats a l'École des Hautes Études en Sciences Sociales de París.